# The Boy Friend (film 1926)
The Boy Friend è un film muto del 1926 diretto da Monta Bell. La sceneggiatura di Alice D.G. Miller si basa su The Book of Charm, lavoro teatrale di John Alexander Kirkpatrick, andato in scena in prima a New York al Comedy Theatre di Broadway il 3 settembre 1925.

## Trama
Ida May, che vive in una piccola città di provincia, leggendo le lettere che l'amica Pettie le invia da New York muore d'invidia. Così, quando nel drugstore dove lavora il suo ragazzo giunge la signora Willet con i suoi ospiti newyorkesi, Ida May si lascia irretire da quell'ambiente elegante e accetta da loro un invito a cena. Non vuole però che Joe, il fidanzato, venga con lei perché il giovane non ha i vestiti adatti per l'evento. Joe si compera un manuale di belle maniere e viene istruito dagli Harper. A un party organizzato per Ida May, i risultati risulteranno umoristici. La ragazza si scioglie quando Joe le dimostra con passione il suo amore e i due giovani si riconciliano. Intanto, ritorna Pettie che racconta la vera e dura vita nella grande città.

## Produzione
Il film fu prodotto dalla Metro-Goldwyn-Mayer (MGM) con il titolo di lavorazione The Book of Charm.

### Cast
- Elizabeth Patterson (1874-1966): Attrice di teatro, fece il suo debutto cinematografico a 51 anni in The Boy Friend. Fu il primo di oltre cento film. La sua carriera, durata fino al 1961, conta anche numerose apparizioni televisive tra le quali quella dell'anziana Matilda Trumbull, la vicina di casa della popolarissima serie Lucy ed io, un ruolo che le procurò una grande popolarità.

## Distribuzione
Il copyright del film, richiesto dalla MGM, fu registrato il 26 luglio 1926 con il numero LP22985.

Distribuito dalla Metro-Goldwyn-Mayer, il film fu presentato in prima a New York il 14 agosto 1926. Trovò distribuzione in Portogallo con il titolo Rapaz Insinuante, uscendo in sala il 26 maggio 1930.
Non si conoscono copie ancora esistenti della pellicola che viene considerata presumibilmente perduta.